# Charta
Charta è un comune della Colombia facente parte del dipartimento di Santander.
L'abitato venne fondato da Alfredo e Adolfo García Cadena nel 1927.